# Escadre aérienne de la Force de défense royale des Bahamas

Cocarde de l'escadre aérienne de la Force de défense royale des Bahamas.

 (août 2023).
La mise en forme du texte ne suit pas les recommandations de Wikipédia : il faut le « wikifier ».
Les points d'amélioration suivants sont les cas les plus fréquents :
- Les titres sont pré-formatés par le logiciel. Ils ne sont ni en capitales, ni en gras.
- Le texte ne doit pas être écrit en capitales (les noms de famille non plus), ni en gras, ni en italique, ni en « petit »…
- Le gras n'est utilisé que pour surligner le titre de l'article dans l'introduction, une seule fois.
- L'italique est rarement utilisé : mots en langue étrangère, titres d'œuvres, noms de bateaux, etc.
- Les citations ne sont pas en italique mais en corps de texte normal. Elles sont entourées par des guillemets français : « et ».
- Les listes à puces sont à éviter, des paragraphes rédigés étant largement préférés. Les tableaux sont à réserver à la présentation de données structurées (résultats, etc.).
- Les appels de note de bas de page (petits chiffres en exposant, introduits par l'outil «  Source ») sont à placer entre la fin de phrase et le point final[comme ça].
- Les liens internes (vers d'autres articles de Wikipédia) sont à choisir avec parcimonie. Créez des liens vers des articles approfondissant le sujet. Les termes génériques sans rapport avec le sujet sont à éviter, ainsi que les répétitions de liens vers un même terme.
- Les liens externes sont à placer uniquement dans une section « Liens externes », à la fin de l'article. Ces liens sont à choisir avec parcimonie suivant les règles définies. Si un lien sert de source à l'article, son insertion dans le texte est à faire par les notes de bas de page.
- La présentation des références doit suivre les conventions bibliographiques. Il est recommandé d'utiliser les modèles {{Ouvrage}}, {{Chapitre}}, {{Article}}, {{Lien web}} et/ou {{Bibliographie}}. Le mode d'édition visuel peut mettre en forme automatiquement les références.
- Insérer une infobox (cadre d'informations à droite) n'est pas obligatoire pour parachever la mise en page.

Pour une aide détaillée, merci de consulter Aide:Wikification.
Si vous pensez que ces points ont été résolus, vous pouvez retirer ce bandeau et améliorer la mise en forme d'un autre article.
L'escadre aérienne de la Force de défense royale des Bahamas est la composante aérienne de l'armée des Bahamas.

## Histoire

### Création et développement
L'Escadre aérienne de la Force de défense royale des Bahamas est créée le 26 novembre 1981, deux ans après la création de la force de défense royale des Bahamas. Au départ, trois Aero Commanders sont achetés à Bahamasair, la compagnie aérienne nationale bahaméenne, puis utilisés, avant d'être vendus en 1990. En 1992, un Cessna 402 est ajouté, puis un Cessna 421 Golden Eagle peu après.

### Renforcement de l'escadre

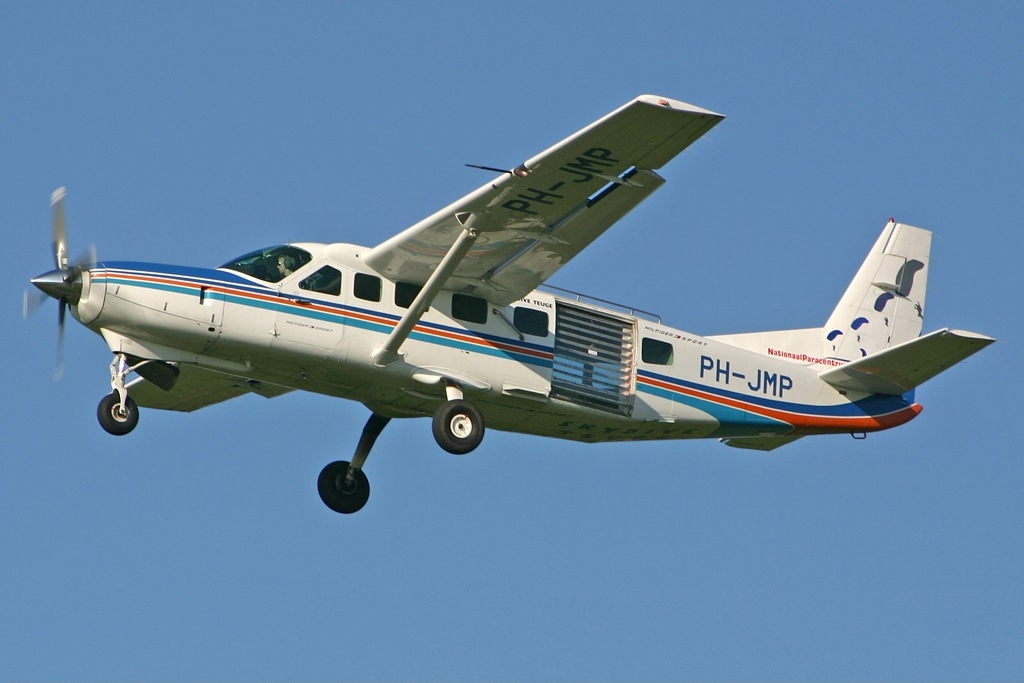
Un Cessna 208B similaire à celui-ci est utilisé par l'escadre aérienne de la Force de défense royale des Bahamas.

Fin 2005, l'escadre aérienne reçoit un Beechcraft Super King Air (ou Beechcraft 200). En mai 2009, un Cessna 208 Turbine Caravan avec flotteurs et un Partenavia P.68 sont livrés et améliorent considérablement les capacités de surveillance et de transport de la L'Escadre aérienne de la Force de défense royale des Bahamas.
En décembre 2019, les Bahamas ont mis en place le programme Bahamas Unmanned Aerial System, qui comprend l'achat 55 véhicules aériens sans pilote (drones) à la société américaine Swift Engineering.
The Royal Bahamas Defence Force (RBDF) has established the Bahamas Unmanned Aerial System (BUAS) programme, after signing a contract with Swift Tactical Systems for the delivery of 55 unmanned aerial vehicles.

## Inventaire actuel
| Avion               | Origine             | Taper               | Une variante        | En service          | Remarques           |                     |
| Patrouille maritime | Patrouille maritime | Patrouille maritime | Patrouille maritime | Patrouille maritime | Patrouille maritime | Patrouille maritime |
| ------------------- | ------------------- | ------------------- | ------------------- | ------------------- | ------------------- | ------------------- |
| Super King Air      | États-Unis          | patrouille          | 350                 | 1                   |                     |                     |
| Transport           |                     |                     |                     |                     |                     |                     |
| Partenavia P.68     | Italie              | transport / utilité |                     | 1                   |                     |                     |
| Cessna 208          | États-Unis          | transport / utilité | 208B                | 1                   |                     |                     |